# Lista de municípios de Santa Catarina por população (1890)

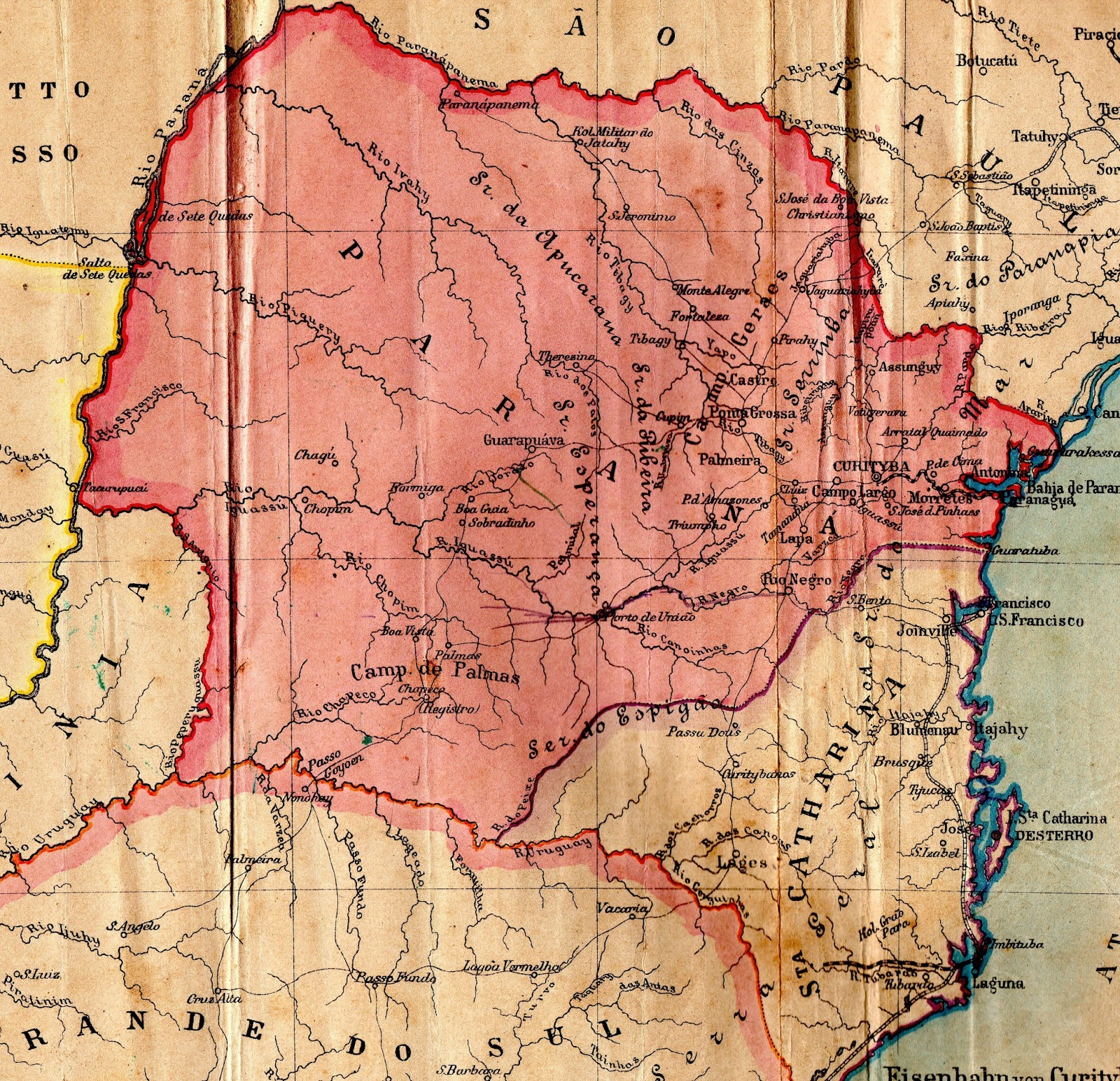
Território da Província de Santa Catharina em 1885. Manteve-se similar território com a criação do estado em 1889.

Esta é uma lista dos municípios de Santa Catarina (na época Estado de Santa Catharina) por população, segundo o censo de 1890, o segundo realizado no Brasil e o primeiro da era republicana.
De acordo com o censo, a população do estado era de 283 769 habitantes (1,98% do total do país), a décima terceira maior dentre as Unidades da Federação contemporâneas. São José era o município mais populoso, seguido da capital Desterro, enquanto que São João de Campos Novos, município mais longe do litoral dentre os existentes no estado em 1890, tinha a menor população. Este censo foi o último censo a classificar a coleta de dados por paróquia, dado os ideais laicistas da recém formada república, que adotaria de vez a separação igreja-estado no ano seguinte, pela constituição de 1891. O estado estava oficialmente dividido em 22 municípios, constituídos de 71 distritos e 55 paróquias. A lista conserva a grafia e o nome dos municípios da época.

## População dos municípios
| Posição         | Posição         | Município                     | População | % do estado | Razão de sexo |
| 1890            | Mudança         | Município                     | População | % do estado | Razão de sexo |
| --------------- | --------------- | ----------------------------- | --------- | ----------- | ------------- |
| 1º              | (1)             | São José                      | 33 084    | 11,66       | 1,0048        |
| 2º              | (1)             | Desterro                      | 30 687    | 10,81       | 0,8888        |
| 3º              | (0)             | Blumenau                      | 27 752    | 9,78        | 1,0673        |
| 4º              | (0)             | Laguna                        | 19 812    | 6,98        | 0,9513        |
| 5º              | (3)             | Tijucas                       | 18 906    | 6,66        | 1,0412        |
| 6º              | (0)             | Tubarão                       | 15 540    | 5,48        | 1,0635        |
| 7º              | (2)             | Lages                         | 14 348    | 5,06        | 1,0418        |
| 8º              | (0)             | Araranguá                     | 14 069    | 4,96        | 0,9757        |
| 9º              | (1)             | Joinville                     | 13 996    | 4,93        | 1,0750        |
| 10º             | (7)             | Itajahy                       | 13 376    | 4,71        | 1,0582        |
| 11º             | (4)             | Biguassú                      | 9 580     | 3,38        | 0,9659        |
| 12º             | (0)             | São Bento                     | 9 356     | 3,30        | 1,0486        |
| 13º             | (0)             | Brusque                       | 8 094     | 2,85        | 1,0538        |
| 14º             | (9)             | São Francisco                 | 7 883     | 2,78        | 0,9096        |
| 15º             | (0)             | São Miguel                    | 7 845     | 2,76        | 0,9162        |
| 16º             | (0)             | Paraty                        | 7 568     | 2,67        | 0,9480        |
| 17º             | (0)             | Imaruhy                       | 6 395     | 2,25        | 0,9641        |
| 18º             | (7)             | Coritibanos                   | 5 420     | 1,91        | 1,0134        |
| 19º             | (0)             | Garopaba                      | 5 368     | 1,89        | 1,0097        |
| 20º             | (0)             | Camboriú                      | 5 076     | 1,79        | 1,0263        |
| 21º             | (0)             | São Joaquim da Costa da Serra | 4 933     | 1,74        | 1,0597        |
| 22º             | (0)             | São João de Campos Novos      | 4 681     | 1,65        | 1,0694        |
| Santa Catharina | Santa Catharina | Santa Catharina               | 283 769   | 100         | 1,0015        |

Para fins informativos, segue também os dados referentes a Comarca de Palmas que, embora seja pertencente ao estado do Paraná na época, seria dividida entre Santa Catarina e o mesmo após a Guerra do Contestado:
| Município         | População | Razão de sexo |
| ----------------- | --------- | ------------- |
| Palmas            | 7 068     | 1,1726        |
| União da Victoria | 2 533     | 1,4309        |

### Problemas censitários
Em detrimento da instabilidade política presente em 1890, estatísticos da época questionavam a eficácia de se realizar o censo no dado ano, o número de paróquias que não conseguiram enviar dado algum havia aumentado 312% em relação ao censo anterior e o número de paróquias cuja remessa de dados foi insuficiente se encontrava tão grande que não chegou a ser totalmente estimada, Minas Geraes, um dos estados em que houve análise completa, teve 53% de suas paróquias com remessa insuficiente para uso censitário efetivo. Para sanar a falta de dados, o censo de 1890 utilizou dados eleitorais, calculando que em média haveriam 400 habitantes para cada eleitor. Não foi apresentada análise específica em relação à falta de dados catarinense, logo não há saber preciso sobre quais dados constituem estimativa e quais constituem recenseamento próprio.

## Composição populacional
De acordo com o censo, a razão de sexo da população catarinense equivalia quase 1:1, com apenas 209 homens de excesso em relação às mulheres, Joinville era o município com maior razão, enquanto que Desterro tinha a menor. Também foi identificado que haviam 6 198 estrangeiros no estado, pouco mais de 2% do total populacional, sendo que 47% destes se encontravam no município de Blumenau. O contingente do estado que era alfabetizado era de 19,6%, Joinville era o município mais alfabetizado, com 42,6% de sua população capaz de ler e escrever, em seguida vinha Blumenau com 40,7%, sendo que 51% destes eram de origem estrangeira, a capital do estado contava com 22,8%.

Pirâmide etária catarinense em 1890

### Composição etária
Em 1890, Santa Catarina se encontrava no primeiro estágio da transição demográfica, caracterizado por alta taxa de natalidade e mortalidade, 43,2% da população do estado se enquadrava como criança (0 a 14 anos), 18,6% eram jovens (15 a 24 anos), enquanto que adultos (25 a 64 anos) e idosos (acima de 65 anos) eram respectivamente, 35,3% e 2,6% da população. A idade média catarinense era de 22 anos.
Religiões em Santa Catarina (censo de 1890)

### Composição religiosa
A sociedade brasileira como um todo no ano de 1890 se encontrava em processo de mudanças radicais sobre religião, tendo a nação dado fim ao império no ano anterior, os ideais laicistas da república seriam implementados no ano seguinte pela nova constituição, que retiraria do comando da Igreja católica, entre outras, os cemitérios, o registro civil e a educação pública, além de proibir membros do clero entrada na política.
Contudo, a influência do catolicismo ainda era fortemente sentida na demografia, Santa Catarina apresentava 252 950 cidadãos de fé católica romana, 89,1% da população do estado, evangélicos representavam a segunda maior religião com 5 856 membros (2,1% da população), enquanto outras denominações protestantes continham ao todo 23 530 membros (8,3%), a Igreja ortodoxa contava com 1 161 integrantes (0,4%). Assim, 99,9% da população do estado seguia alguma vertente do Cristianismo, sendo 89,5% católicos e 10,4% protestantes, o restante do contingente populacional continha 146 positivistas, 124 irreligiosos e 2 muçulmanos.

### Composição étnica
Grupos étnicos de Santa Catarina (censo de 1890)
Antes mesmo das imigrações em massa de europeus que ocorreria no século seguinte, já se notava em Santa Catarina uma tendência étnica que se manteria. 240 587 catarinenses se denominavam como brancos, 84,8% do povo barriga-verde, mestiços continham 7,2% da população para um total de 20 334 cidadãos, negros totalizavam em 13 625 ou 4,8% do total e por fim haviam 9 223 caboclos no estado que integravam 3,2% do contingente, contudo, nota-se que indígenas eram ou inclusos como caboclos, ou não contabilizados, por razão de muitas vezes não estarem ingressados na sociedade brasileira, só haveria contabilização censitária apropriada dos povos indígenas no censo 2022.